# Kabinett Eisenhower

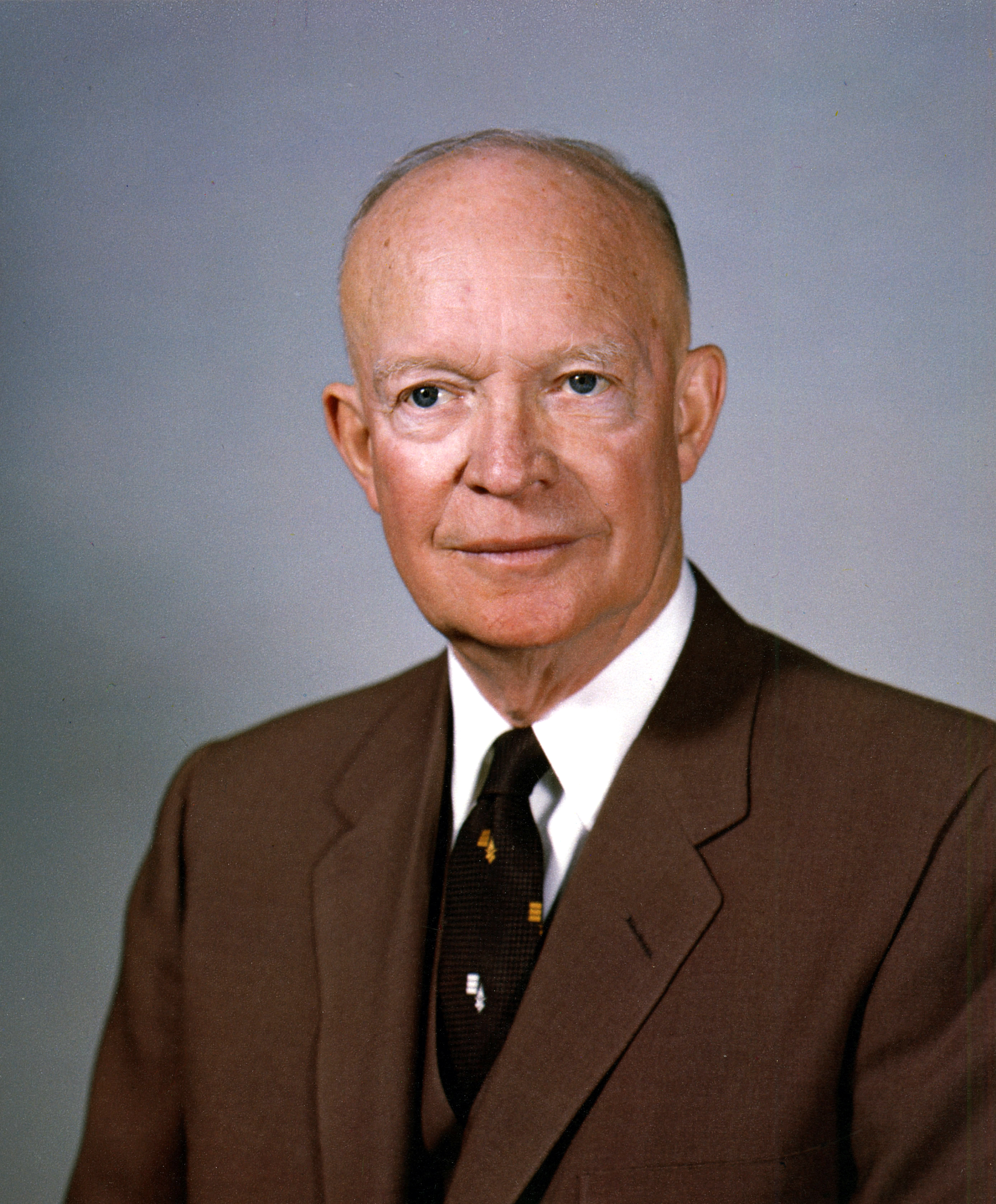
Dwight D. Eisenhower, 34. Präsident der Vereinigten Staaten

Dwight D. Eisenhower war der erste von der Republikanischen Partei gestellte Präsident der Vereinigten Staaten seit 1933. Er setzte sich bei der Präsidentschaftswahl 1952 unangefochten gegen den Demokraten Adlai Stevenson durch; vier Jahre später kam es erneut zu diesem Duell, wobei Eisenhower noch deutlicher gewann.
Während Eisenhowers Amtszeit wurde als neue Behörde das Gesundheits-, Bildungs- und Wohlfahrtsministerium geschaffen.

## Mehrheit im Kongress
| Präsident                         | Präsident                | Kongress | Haus    | Haus    | Senat | Senat | Gesamt             | Gesamt             |
| --------------------------------- | ------------------------ | -------- | ------- | ------- | ----- | ----- | ------------------ | ------------------ |
|                                   | Dwight D. Eisenhower (R) | 83.      |         | 222/435 |       | 49/96 |                    | Unified government |
| 84.                               | Dwight D. Eisenhower (R) |          | 203/435 |         | 47/96 |       | Divided government |                    |
| 85.                               | Dwight D. Eisenhower (R) | 203/435  | 47/96   |         |       |       | Divided government |                    |
| 86.                               | Dwight D. Eisenhower (R) | 153/437  | 35/100  |         |       |       | Divided government |                    |
| Quelle: Repräsentantenhaus, Senat |                          |          |         |         |       |       |                    |                    |

## Das Kabinett
| Ressort / Amt                                                          | Amtsinhaber                  | Partei | Partei           | Zeitraum  | Bild |
| ---------------------------------------------------------------------- | ---------------------------- | ------ | ---------------- | --------- | ---- |
| Präsident der Vereinigten Staaten                                      | Dwight David Eisenhower      |        | Republikaner (R) | 1953–1961 |      |
| Vizepräsident der Vereinigten Staaten                                  | Richard Milhous Nixon        |        | R                | 1953–1961 |      |
| Ministerämter                                                          |                              |        |                  |           |      |
| Außenminister der Vereinigten Staaten                                  | John Foster Dulles           |        | R                | 1953–1959 |      |
| Außenminister der Vereinigten Staaten                                  | Christian Archibald Herter   |        | R                | 1959–1961 |      |
| Finanzminister der Vereinigten Staaten                                 | George Magoffin Humphrey     |        | R                | 1953–1957 |      |
| Finanzminister der Vereinigten Staaten                                 | Robert Bernard Anderson      |        | Demokrat (D)     | 1957–1961 |      |
| Verteidigungsminister der Vereinigten Staaten                          | Charles Erwin Wilson         |        | R                | 1953–1957 |      |
| Verteidigungsminister der Vereinigten Staaten                          | Neil Hosler McElroy          |        | R                | 1957–1959 |      |
| Verteidigungsminister der Vereinigten Staaten                          | Thomas Sovereign Gates       |        | R                | 1959–1961 |      |
| Justizminister der Vereinigten Staaten                                 | Herbert Brownell             |        | R                | 1953–1957 |      |
| Justizminister der Vereinigten Staaten                                 | William Pierce Rogers        |        | R                | 1957–1961 |      |
| Postminister der Vereinigten Staaten                                   | Arthur Ellsworth Summerfield |        | R                | 1953–1961 |      |
| Innenminister der Vereinigten Staaten                                  | James Douglas McKay          |        | R                | 1953–1956 |      |
| Innenminister der Vereinigten Staaten                                  | Frederick Andrew Seaton      |        | R                | 1956–1961 |      |
| Landwirtschaftsminister der Vereinigten Staaten                        | Ezra Taft Benson             |        | R                | 1953–1961 |      |
| Handelsminister der Vereinigten Staaten                                | Charles Sinclair Weeks       |        | R                | 1953–1958 |      |
| Handelsminister der Vereinigten Staaten                                | Lewis Lichtenstein Strauss   |        | R                | 1958–1959 |      |
| Handelsminister der Vereinigten Staaten                                | Frederick Henry Mueller      |        | R                | 1959–1961 |      |
| Arbeitsminister der Vereinigten Staaten                                | Martin Patrick Durkin        |        | D                | 1953      |      |
| Arbeitsminister der Vereinigten Staaten                                | James Paul Mitchell          |        | R                | 1953–1961 |      |
| Gesundheits-, Bildungs- und Wohlfahrtsminister der Vereinigten Staaten | Oveta Culp Hobby             |        | R                | 1953–1955 |      |
| Gesundheits-, Bildungs- und Wohlfahrtsminister der Vereinigten Staaten | Marion Bayard Folsom         |        | R                | 1955–1958 |      |
| Gesundheits-, Bildungs- und Wohlfahrtsminister der Vereinigten Staaten | Arthur Sherwood Flemming     |        | R                | 1958–1961 |      |
| Andere Mitglieder im Kabinettsrang                                     |                              |        |                  |           |      |
| Stabschef des Weißen Hauses                                            | Llewelyn Sherman Adams       |        | R                | 1953–1958 |      |
| Stabschef des Weißen Hauses                                            | Wilton Burton Persons        |        | R                | 1958–1961 |      |
| Direktor des Office of Management and Budget                           | Joseph Morrell Dodge         |        | R                | 1953–1954 |      |
| Direktor des Office of Management and Budget                           | Rowland Hughes               |        | R                | 1954–1956 |      |
| Direktor des Office of Management and Budget                           | Percival Brundage            |        | R                | 1956–1958 |      |
| Direktor des Office of Management and Budget                           | Maurice Hubert Stans         |        | R                | 1958–1961 |      |